# Surinaamse parlementsverkiezingen 2020/Kandidatenlijst/NDP
Dit is de lijst van kandidaten voor de Surinaamse parlementsverkiezingen in 2020 van de NDP. De verkiezingen vonden plaats op 25 mei 2020. De landelijke partijleider is Desi Bouterse.
De onderstaande deelnemers kandideren op grond van het districten-evenredigheidsstelsel voor een zetel in De Nationale Assemblée. Elk district heeft een eigen lijsttrekker. Los van deze lijst vinden tegelijkertijd de verkiezingen van de ressortraden plaats. Daarvoor geldt het personenmeerderheidsstelsel. De kandidaten voor de ressortraden staan hieronder niet genoemd.

## Lijsten
Hieronder volgen de kandidatenlijsten op alfabetische volgorde per district.

### Brokopondo
1. Sergio Akiemboto
2. Wilsientje van Emden
3. Gregory van der Kamp

### Commewijne
1. Ann Sadi
2. Rajiv Ramsahai
3. Remi Pollack
4. Enrique Raliem

### Coronie
1. Remie Tarnadi
2. Joan Wielzen

### Marowijne
1. Claudie Sabajo
2. Clyde Senwai
3. Nicolas Prisiri

### Nickerie
1. Hanisha Jairam
2. Ebu Jones
3. William Waidoe
4. Erak Fatehmohamed
5. Rinesh Mangaldeen

### Para
1. Patrick Kensenhuis
2. Jennifer Vreedzaam
3. Glenn Sapoen

### Paramaribo
1. Desi Bouterse
2. Jennifer Geerlings-Simons
3. André Misiekaba
4. Rabin Parmessar
5. Melvin Bouva
6. Stephen Tsang
7. Soewarto Moestadja
8. Tashana Lösche
9. Sebita Gopal
10. Ronald Hooghart
11. Daniëlla Sumter
12. Anushka Gopalrai
13. Oesman Wangsabesari
14. Grachella Jozefzoon
15. Anwar Moenne
16. Klebert Drenthe
17. Ludciano Wijdenbosch

### Saramacca
1. Aroon Samjiawan
2. Naomi Samidin
3. Jayant Lalbiharie

### Sipaliwini
1. Silvana Afonsoewa
2. Iona Edwards
3. Aida Nading
4. Bert Abauna

### Wanica
1. Ashwin Adhin
2. Rossellie Cotino
3. Amzad Abdoel
4. Hans Sandjon
5. Martin Misiedjan
6. Jurgen Kartodikromo
7. Vijay Chotkan

Kandidaten per partij: A20 · 
ABOP · 
BEP · 
DA'91 · 
DNW · 
DOE · 
HVB · 
NDP · 
NPS · 
PALU · 
PL · 
PRO/APS · 
SDU · 
SPA · 
STREI! · 
VHP · 
VVD
Kandidaten per district: Brokopondo · 
Commewijne · 
Coronie · 
Marowijne · 
Nickerie · 
Para · 
Paramaribo · 
Saramacca · 
Sipaliwini · 
Wanica